# آتسا
آتسا (به ایتالیایی: Atessa) یک کومونه در ایتالیا است که در استان کییتی واقع شده‌است.

## خصوصیات
آتسا ۱۱۱ کیلومترمربع مساحت و ۱۰٬۶۵۵ نفر جمعیت دارد و ۴۳۵ متر بالاتر از سطح دریا واقع شده‌است.